# 耒阳战斗
耒阳战斗是第一次国共内战初期双方的一次战斗。
1928年2月，国军桂系李宜煊师一个团进攻耒阳，朱德率部撤出耒阳城，国军2月26日占领，林彪率领2连在几百农军的配合下，在附近的敖山庙伏击国军陈壁虎营，歼敌100余人（一说400余）。
3月1日，朱德率部攻打耒阳城，受挫向郴州方向退却。夜，白天没参加战斗（可能是没赶到）的林彪在3000农军的配合下，指挥2连突然发起攻击，守军混乱中略略抵抗一下，伤亡了五六十人就撤退。12日，朱德提拔林为1营营长。